# Bögölyszitkár
A bögölyszitkár vagy üvegszárnyú nyárfalepke (Paranthrene tabaniformis) a szitkárfélék (Sesiidae) családjának egyik, Magyarországon is honos faja.

## Előfordulása, élőhelye
Ez a palearktikus faj, hazánkban is általánosan elterjedt, mert mindenhol megtalálja tápnövényeit.

## Megjelenése
Első szárnya feketésbarna, és csak a hátsó szárny átlátszó; ennek a szegélye feketésbarna. Potrohgyűrűi sárgák. Szárnyfesztávolsága 20–30 mm.

## Életmódja
Régebben egyértelműen két évig fejlődő fajnak tartották, de az újabb megfigyelések szerint egy részük már egy év alatt kifejlődik a tápnövény belsejében. A lepkék nappal, a napfényes órákban repülnek. A kétféle fejlődési ciklus miatt a lepkék hosszasan, áprilistól júliusig rajzanak.
A hernyók a nyárfa (főként a fekete- és a rezgő nyár), ritkábban a fűzfa törzsében és ágaiban élnek. Petéiket a sebzésekbe rakják. Minden, Magyarországon élő nemesnyár-fajtán megél, mindegyiket károsítja.